# Farmakosologia
Farmakosologia – dziedzina farmakologii zajmująca się badaniem objawów niepożądanych działania substancji leczniczych (ADR – adverse drug reaction). Objawy niepożądane występują przy podawaniu dawek leczniczych. Nie należy mylić ich z działaniem toksycznym, które występuje po przekroczeniu dawki maksymalnej.

## Rodzaje działań niepożądanych
- Niespodziewane niepożądane działanie leku – niepożądana reakcja niewymieniona w charakterystyce danego leku.
- Ciężkie niepożądane działanie leku – działanie niepożądane, które bez względu na wielkość dawki leku powoduje zgon chorego, zagrożenie życia, trwały uszczerbek na zdrowiu lub wadę wrodzoną.

## Czynniki warunkujące wystąpienie działań niepożądanych
- właściwości leku: fizykochemicznych, farmakokinetycznych, farmakodynamicznych, postaci leku, dawki, częstości i drogi podawania oraz interakcji z innymi lekami
- cech organizmu: fizjologicznych (wiek, płeć, masa ciała, geny, ciąża, wysiłek fizyczny, odżywianie), patologicznych oraz uczuleń na leki
- stosowania używek: alkoholu, tytoniu
- wpływu środowiska